# 小行星4804
小行星4804（英語：4804 Pasteur）是一颗围绕太阳公转的小行星。1989年12月2日，艾瑞克·怀特·埃尔斯特在拉西拉天文台发现了此天体。
这颗小行星的绝对星等为271.4388105649386等。